# Conoide di deiezione

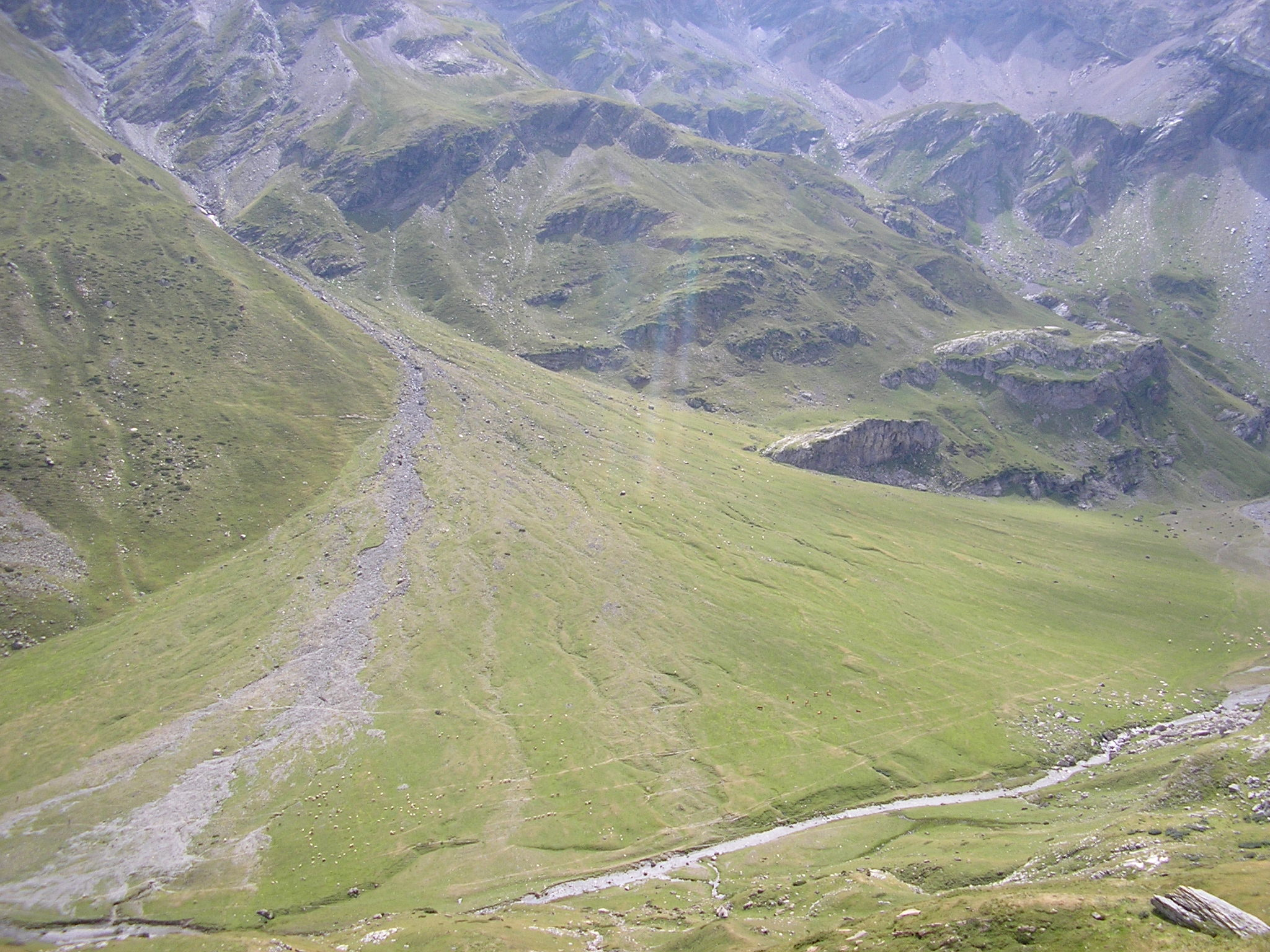
Conoide di deiezione in ambiente di alta montagna, nei Pirenei francesi. La scarsa vegetazione d'alta quota permette di discernere la tipica morfologia del corpo sedimentario, con la parte prossimale (apicale) verso monte, caratterizzata da inclinazione elevata e depositi grossolani, e la parte distale verso valle, con sedimenti più fini. È visibile anche il reticolo idrografico di tipo intrecciato, attivo solamente nel settore sinistro dell'immagine e per il resto colonizzato dalla vegetazione erbacea. Infine, è apprezzabile il profilo complessivamente concavo verso l'alto del deposito e il graduale raccordo con i depositi di fondovalle. Il piede della conoide è inciso dal letto del corso d'acqua di fondovalle.

In sedimentologia e geomorfologia, si definisce conoide di deiezione (o conoide alluvionale, cono alluvionale) un corpo sedimentario costituito da un accumulo di sedimenti clastici con forma caratteristica a ventaglio.
Questi depositi sono generalmente formati da un corso d'acqua a regime torrentizio allo sbocco di una valle montana in una pianura o in una valle più grande, e sono prodotti dalla sedimentazione del materiale in carico al corso d'acqua quando la corrente fluviale rallenta e si espande improvvisamente per una brusca diminuzione della pendenza topografica e per il venir meno del confinamento laterale.
Questo tipo di accumulo costituisce un ambiente sedimentario in cui la sedimentazione è controllata da correnti fluviali ad elevata velocità a causa degli alti gradienti topografici in gioco, ed è caratterizzato da un reticolo idrografico di tipo intrecciato. I sedimenti di conoide di deiezione rientrano nella categoria dei sedimenti alluvionali, o alluvium.

## Descrizione

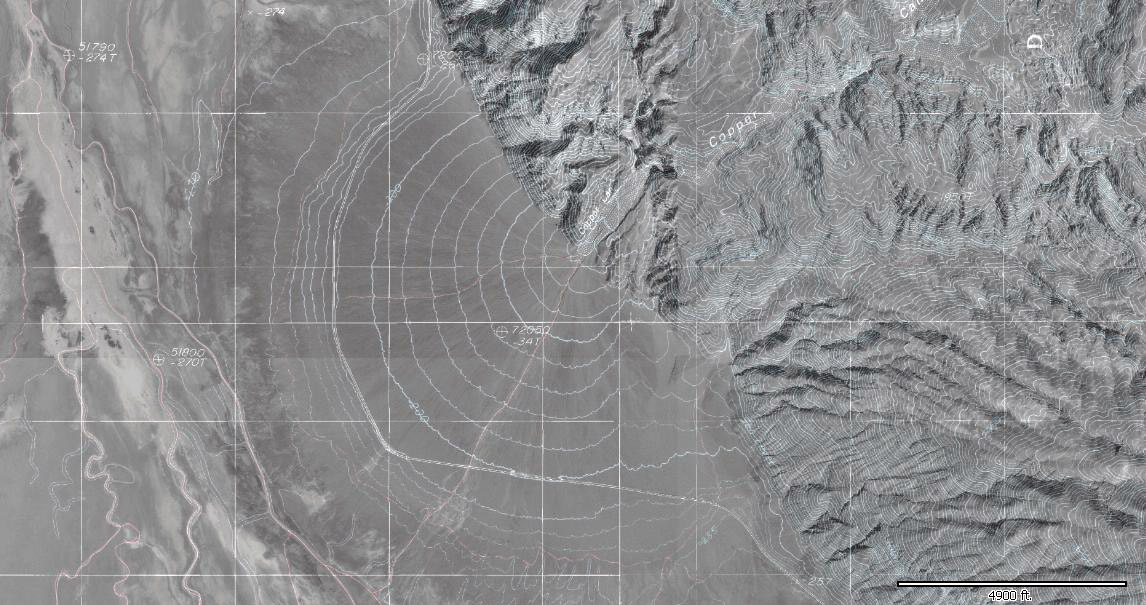
Conoide di deiezione isolata in ambiente arido (Valle della morte, California). Alla fotografia aerea sono sovrapposte le curve altimetriche. È ben visibile la pianta semicircolare del deposito.

Le conoidi alluvionali sono situate tipicamente nella fascia di raccordo tra la montagna e la pianura, la cosiddetta fascia pedemontana, oppure allo sbocco di valli laterali tributarie di una valle più importante, di origine fluviale o glaciale. Una conoide alluvionale isolata assume in pianta una configurazione semicircolare determinata dall'espansione libera dei detriti che la compongono a partire da un singolo punto di entrata (entry point) della corrente, con il vertice (apice) all'uscita della valle. Una conoide parzialmente confinata dalla valle che la origina avrà un aspetto più triangolare. È però più frequente che le conoidi si uniscano e si giustappongano lateralmente (conoidi coalescenti), a formare una fascia più o meno continua di detrito in cui sono riconoscibili talora solamente gli apici superiori (triangolari) dei singoli corpi. Il raggio delle conoidi è molto variabile: da qualche centinaio di metri a diverse decine di chilometri, in funzione principalmente della portata del corso d'acqua che origina la conoide, della superficie del bacino idrografico alle sue spalle, dei gradienti topografici in gioco e delle caratteristiche climatiche (aride o umide) del territorio.

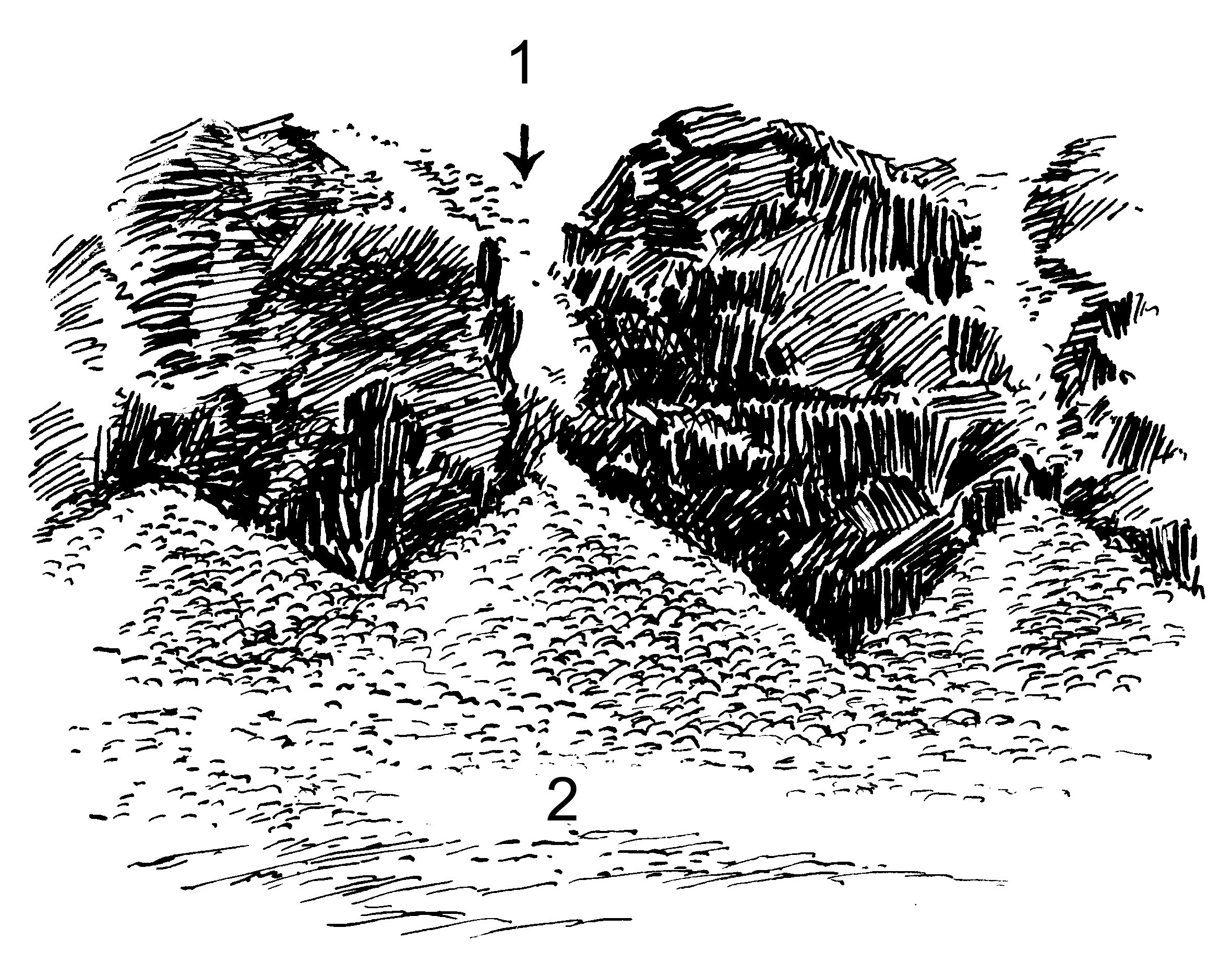
Schema di un allineamento di conoidi (2) al piede di un versante solcato da impluvi (1) paralleli.

Le conoidi sono caratterizzate dalla diminuzione da monte a valle della granulometria dei sedimenti, determinata dalla perdita graduale di energia (e quindi capacità di carico) della corrente per il diminuire della velocità: i sedimenti più grossolani (ghiaie e sabbie grossolane) tendono a deporsi nella zona apicale dell'edificio della conoide, mentre sedimenti via via più fini (sabbie medie, fini, silt e argilla) si depongono verso il piede (o unghia) della conoide. Ne risulta un profilo complessivamente concavo verso l'alto del corpo di conoide. L'inclinazione del profilo della conoide è quindi molto variabile, in funzione della granulometria dei sedimenti, anche se raramente la pendenza massima supera i 10°. La superficie di una conoide è caratterizzata da un reticolo idrografico a configurazione radiale e centrifuga, che si espande a partire dall'apice e, come già accennato, è di tipo intrecciato. I sedimenti di conoide si raccordano gradualmente nella parte distale con sedimenti di pianura alluvionale.
Una conoide alluvionale può terminare, nella sua parte distale, in un bacino lacustre o marino: in questo caso l'interazione delle correnti fluviali con una massa d'acqua stazionaria dà origine ad un vero e proprio edificio deltizio, che si definisce delta-conoide (fan delta).

## Ambiente sedimentario

### Processi e materiali

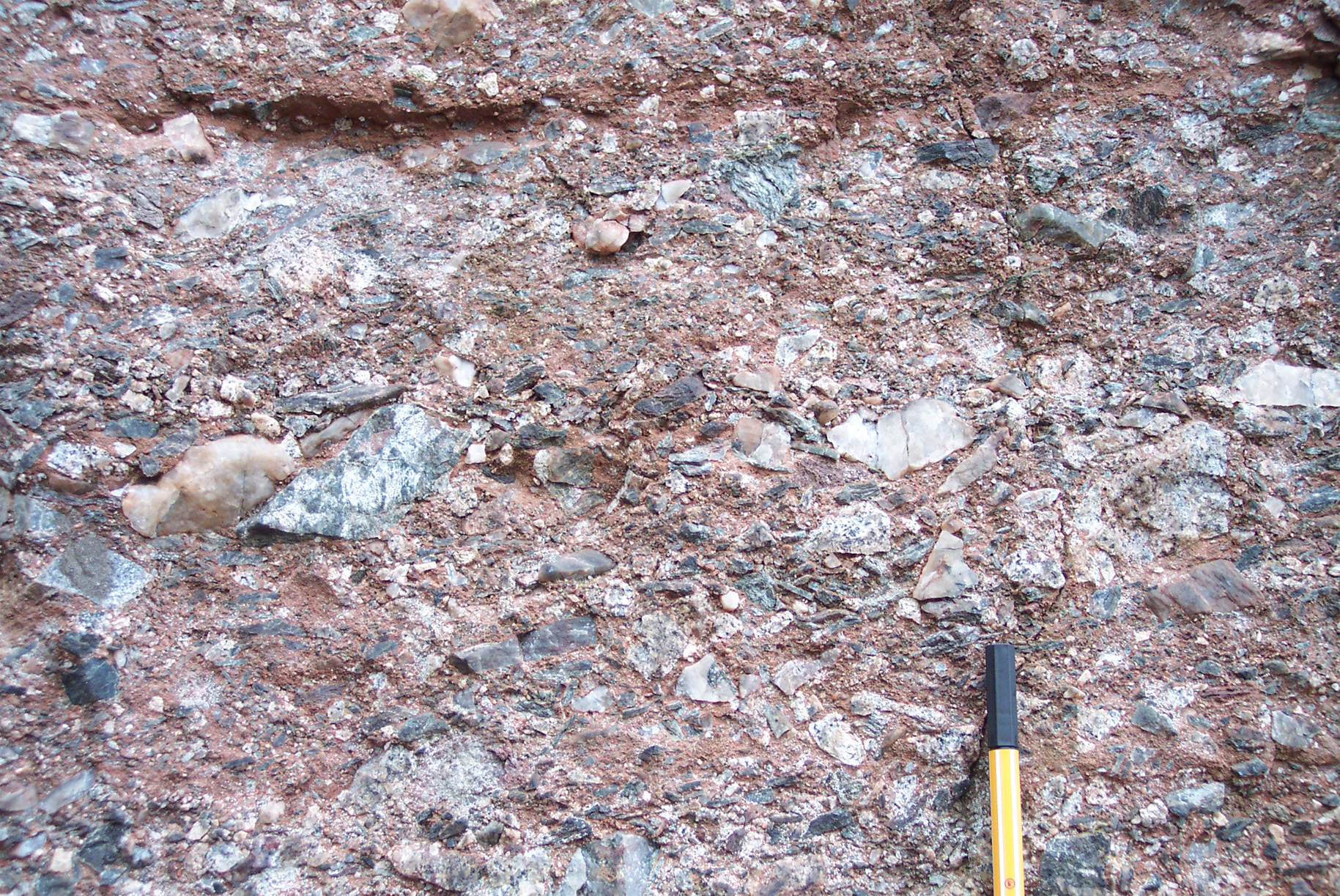
Depositi di conoide alluvionale prossimale in clima arido, caratterizzati da scarsa selezione del materiale lapideo e scarso arrotondamento. Permiano della Germania.

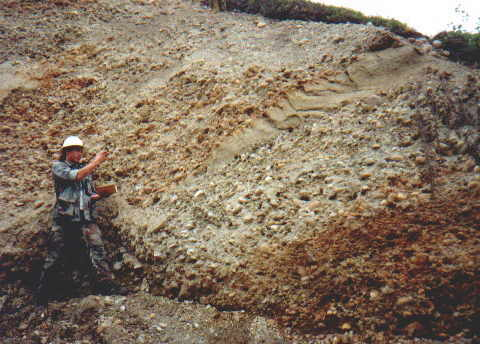
Depositi di conoide alluvionale tipici, con una discreta classazione del materiale (ghiaia e sabbia). Notare la stratificazione mal definita (con inclinazione apparente verso sinistra nella fotografia) e le geometrie lenticolari (lente sabbiosa in alto a destra). Questi depositi presentano una discreta selezione e un buon arrotondamento, indici di sedimentazione da parte di acque correnti. Alaska.

I processi fisici e i meccanismi di sedimentazione sono di due tipi principali, in relazione con la disponibilità di acqua corrente di origine meteorica e quindi con il clima:

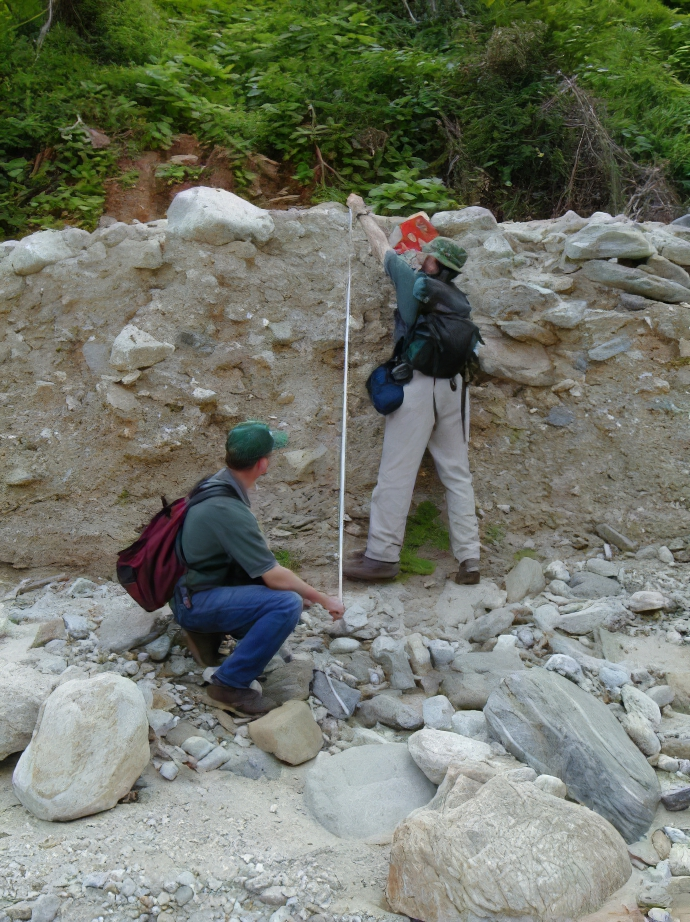
Aspetto tipicamente caotico dei depositi di colata di detrito, caratterizzati da assenza di selezione e dalla prevalenza di matrice fine in cui "galleggiano" clasti molto grossolani.

- correnti fluviali: tipiche di climi temperato-umidi, ma presenti anche in climi semiaridi caratterizzati da precipitazioni stagionali; il flusso è di tipo turbolento, caratteristico dei fluidi a bassa densità e viscosità; le velocità in gioco variano da pochi decimetri al secondo ad alcuni metri al secondo (fino a una decina di metri al secondo in casi eccezionali). Sono suddivisibili ulteriormente in base alla modalità di scorrimento delle acque:
  - flusso incanalato (stream flood): contenuto nell'ambito di un canale fluviale; sono eventi dotati di una certa continuità temporale: perenni o comunque con durata relativamente lunga (giorni, settimane, mesi) e regime abbastanza regolare;
  - flusso libero o lama di piena (sheet flood; flash flood): eventi brevi e violenti (ore o al più giorni).
- colate: tipiche di climi semiaridi e aridi caratterizzati da precipitazioni brevi e violente (temporali). In questi casi, l'acqua meteorica si infiltra velocemente nei sedimenti asciutti entro il canyon a monte della conoide, diminuendo la coesione tra le particelle e i granuli componenti, e ne provoca il movimento in massa. Il flusso è laminare, tipico dei fluidi ad alta densità e viscosità. Si tratta di masse in movimento con una densità intorno a 2,0-2,4 grammi al centimetro cubico e velocità da 1 a 3 metri al secondo (fino a 5 metri al secondo in casi eccezionali), molto pericolose sia per le persone che per opere e costruzioni. Sono suddivisibili a seconda del materiale disponibile:
  - colate di fango, in cui il sedimento è principalmente argilla;
  - colate di sabbia, in cui il sedimento è sabbia con una elevata frazione di fango;
  - colate di detrito, in cui il materiale in gioco è una mescolanza di fango e detriti (clasti) di varia granulometria.

I depositi da corrente si distinguono per la presenza di strutture sedimentarie quali laminazioni, gradazioni dirette (diminuzione della granulometria del sedimento dal basso verso l'alto, per graduale abbandono del canale e diminuzione della velocità della corrente). Vi è inoltre una stratificazione più o meno definita, di solito di tipo lenticolare più che tabulare, e sono comuni le superfici erosive alla base degli strati sabbiosi e ghiaiosi (le correnti fluviali sono in grado di erodere, cioè asportare, parte del sedimento preesistente). I margini dei singoli corpi deposizionali sono sfumati, perché si ha una certa continuità di azione delle correnti, sia pure con pulsazioni. La selezione del sedimento e l'arrotondamento dei clasti generalmente crescono con l'aumentare dell'azione di rielaborazione operata dalle acque correnti, quindi possono variare a seconda delle condizioni climatiche e della distanza dalla sorgente del sedimento: i depositi da corrente sono comunque sempre meglio selezionati e arrotondati rispetto a quelli di colata.
I depositi di colata sono mal selezionati, con molto fango infiltrato negli interstizi dell'eventuale sedimento più grossolano, privi di organizzazione interna (caotici o massivi), oppure con una rozza gradazione inversa (in cui i clasti più grandi sono nella parte alta del deposito, perché tendono a “galleggiare” nella massa in movimento). Nei depositi di colata, inoltre, i margini dei singoli corpi deposizionali sono netti e non si hanno superfici erosive poiché questi flussi sono plastici, e tendono ad adattarsi alla morfologia preesistente; inoltre l'acqua presente allo stato libero (non confinata entro i pori e gli interstizi del sedimento) è troppo scarsa per produrre una corrente in grado di erodere.

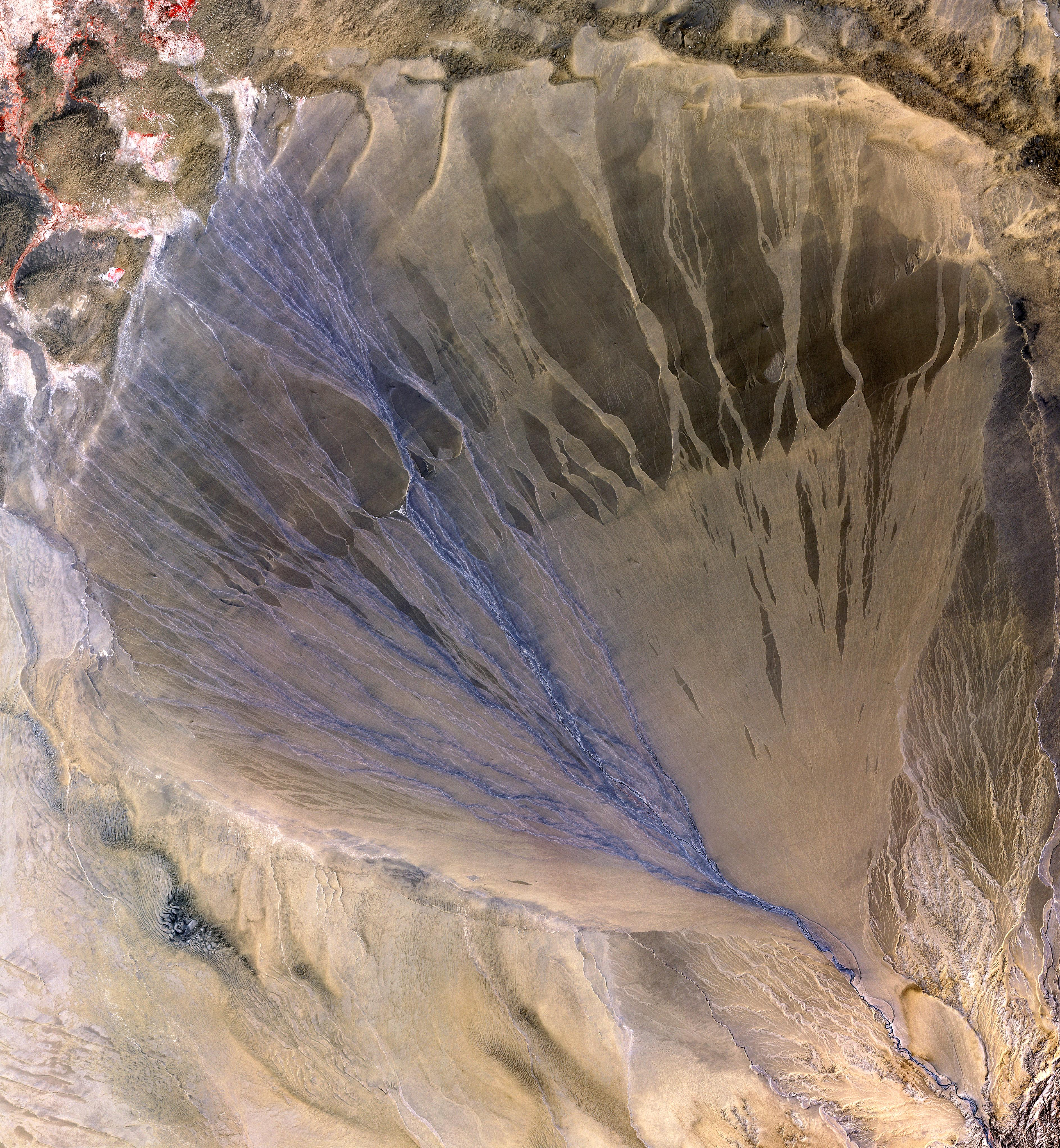
Immagine satellitare di una conoide di deiezione in ambiente arido (Cina, deserto del Taklimakan). La parte attiva del reticolo idrografico della conoide risulta in colore più scuro per le acque correnti. La parte inattiva (fossile) dell'idrografia è ben visibile per l'assenza di vegetazione. In clima umido, questi ultimi settori della conoide sarebbero colonizzati dalla vegetazione. Sono visibili i tre settori concentrici della conoide: la parte apicale occupata dal canale principale; la parte intermedia, in cui il canale principale si suddivide nei canali distributori; la parte distale, in questo caso distinguibile da una variazione di colore dei depositi che indica sedimentazione recente e da un cambiamento di configurazione del reticolo distributore, da sub-parallelo con barre longitudinali a debolmente sinuoso, con barre ad orientazione tendenzialmente trasversale.

### Morfologia e sedimentazione
La conoide è suddivisibile in tre settori:
- Conoide apicale: contiene il canale principale, continuazione del corso d'acqua incassato nella valle fluviale che origina la conoide stessa; in questa zona tendono a prevalere fenomeni erosivi, e il canale principale è di solito fortemente inciso nei depositi di conoide; nel settore apicale si raggiunge il gradiente topografico più elevato, con pendenze anche prossime ai 10° e oltre. I sedimenti sono grossolani e poco selezionati (ghiaie e sabbie, con massi trascinati dal corso d'acqua nei periodi di piena).
- Conoide intermedia: in questa parte della conoide il canale principale si ramifica in canali distributori con configurazione radiale; i canali sono sempre meno incisi procedendo verso la base (o piede) della conoide. A monte di questa fascia il torrente tende ad incidere il sedimento, mentre a valle prevale la sedimentazione: la zona intermedia è quindi una stretta fascia di equilibrio tra erosione e sedimentazione, che si esprime come non-deposizione di sedimenti.
- Conoide esterna o distale: caratterizzato da pendenze molto basse (pochi gradi), e dai sedimenti più fini, che si raccorda gradualmente con la pianura o la valle principale.

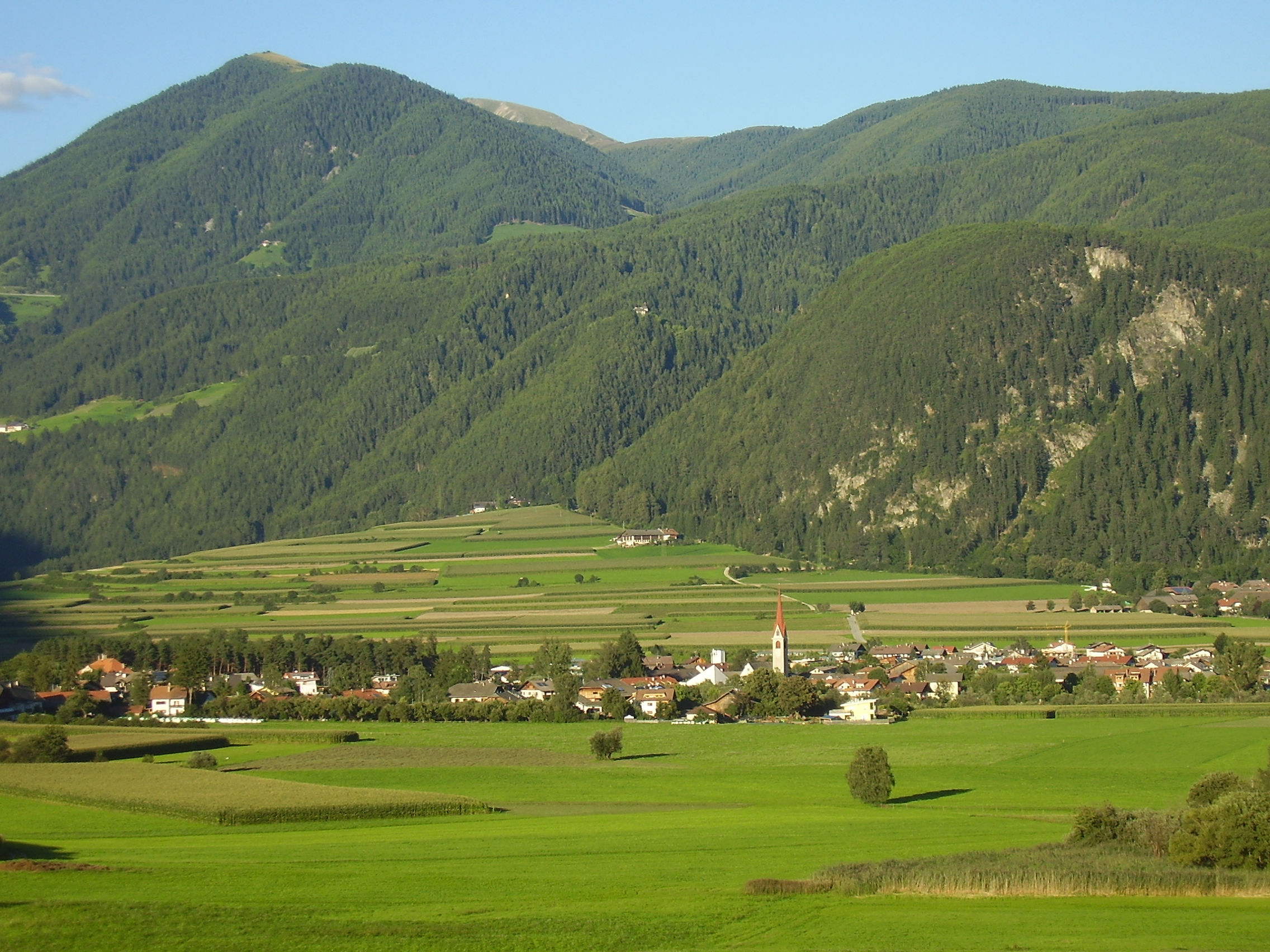
Una conoide alluvionale in ambiente montano, attualmente stabile e fortemente antropizzata, sede di attività agricola e parzialmente modificata da terrazzamenti (Italia, Alto Adige).

Queste fasce tendono nel tempo a migrare longitudinalmente a seconda delle variazioni di portata del torrente: se questa aumenta, la fascia soggetta ad erosione si estende verso valle e altre di conseguenza, quindi la conoide tende a deporre sedimenti più all'esterno e a progradare sui sedimenti di piana alluvionale. Se la portata diminuisce, la fascia soggetta ad erosione si sposta verso l'alto e la conoide tende quindi a regredire. Queste variazioni possono essere stagionali, ma anche a più lungo termine, seguendo variazioni climatiche con periodicità maggiori, fino all'ordine dei cicli di Milankovitch (da decine a centinaia di migliaia di anni). Per questo una conoide che appare stabilizzata e colonizzata dalla vegetazione può essere riattivata bruscamente nella sua dinamica erosiva e deposizionale in periodi particolarmente piovosi o per opera di una piena eccezionale, con fenomeni di dissesto idrogeologico di varia entità.
I sub-ambienti nell'ambito di una conoide sono essenzialmente due:
- canali; caratterizzati da sedimenti ghiaioso-sabbiosi mal stratificati nella parte prossimale della conoide; da barre con orientazione prevalentemente longitudinale nella parte intermedia e da barre tendenzialmente trasversali nella parte distale, con laminazione interna incrociata. Le strutture sedimentarie sono del tutto simili a quelle riscontrabili nei sistemi di pianura alluvionale di tipo intrecciato.
- aree di intercanale; costituite dai depositi inattivi tra i canali e dalle barre emerse; sono aree raggiunte solamente in regime di piena (lama di piena).

Di norma, solo una parte del reticolo idrografico (una fascia longitudinale a "spicchio") è attiva in un determinato momento. I canali distributori tendono però a migrare lateralmente nel tempo, ed è questo processo a "costruire" gradualmente l'edificio semicircolare della conoide. Questo fenomeno di diversione fluviale avviene generalmente in fase di piena, e può essere agevolato dalla presenza nella parte distale della conoide di opere di origine antropica (argini, restringimenti dell'alveo del corso d'acqua principale, presenza di abitati) che ostacolano il deflusso delle acque, con ovvie ripercussioni sulla parte eventualmente antropizzata del deposito.

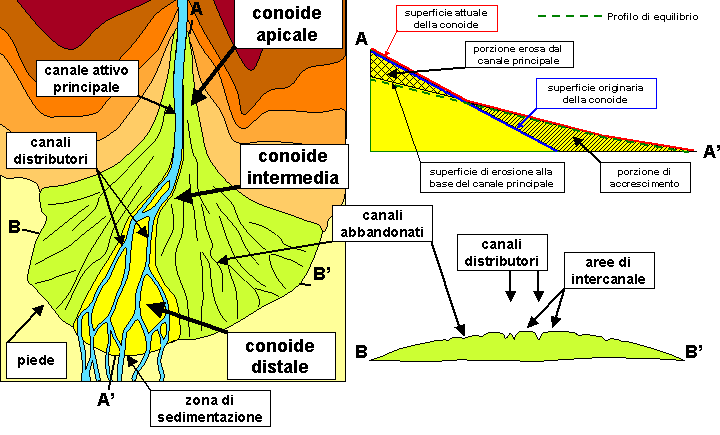
Schema ideale di una conoide alluvionale, che mostra in pianta i principali elementi morfologici di questo tipo di deposito. La sezione longitudinale (A-A') mostra l'evoluzione nel tempo della conoide, caratterizzata dalla tendenza del corso d'acqua ad erodere a monte della fascia intermedia dell'edificio e a depositare sedimento a valle, in modo da raggiungere un profilo di equilibrio; la sezione trasversale (B-B') mostra la zona dei canali attivi (con profilo a V) e le aree di intercanale.

## Storia geologica
Questo ambiente sedimentario è presente da quando sulla superficie terrestre vi è stata acqua libera allo stato liquido su aree continentali stabili.
Queste condizioni sono comparse e si sono gradualmente stabilizzate nel corso dell'Archeano, da 3,7 a 2,7 miliardi di anni fa. Rocce sedimentarie di questa età sono state studiate in America settentrionale (Canada e Stati Uniti), Africa del sud (Sudafrica e Zimbabwe, India meridionale e Australia occidentale. I primi sedimenti continentali documentati sono depositi vulcanoclastici o comunque a forte componente vulcanica, con caratteri tessiturali immaturi (scarsa selezione e scarso arrotondamento dei clasti), assimilabili a conoidi di deiezione.

## Esogeologia

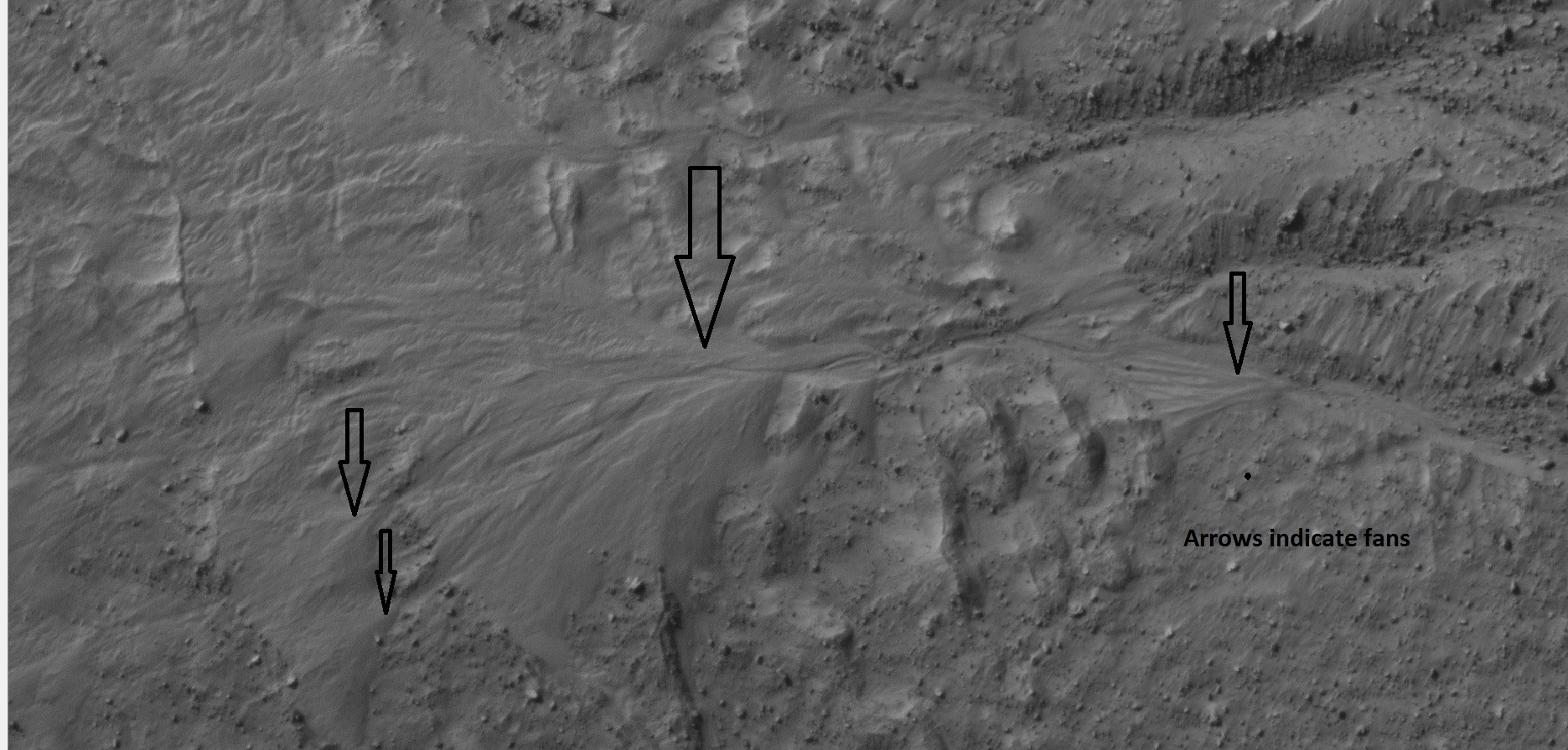
Marte. Esempio di accumuli di sedimento aventi caratteri morfologici compatibili con conoidi di deiezione. Le conoidi si sviluppano al termine di profondi solchi (impluvi) incisi verosimilmente da acque correnti (sulla destra della fotografia) e sono caratterizzate da un pattern di drenaggio di tipo intrecciato, analogamente alle conoidi terrestri. La direzione generale delle paleo-correnti è da destra a sinistra nella fotografia. Le conoidi in questo caso si sviluppano su diversi ordini di terrazzi morfologici, da destra a sinistra. Fonte: High Resolution Imaging Science Experiment (HiRISE) - NASA. Posizione: 40.7 S; 310.3 E

Sedimenti assimilabili a depositi alluvionali sono presenti anche sul pianeta Marte, verosimilmente sviluppatisi in condizioni simili a quelle della Terra primitiva. 
Si tratta di accumuli di sedimento a forma di ventaglio al termine di impluvi scavati da un agente allo stato liquido su pendii naturali, e sono caratterizzati generalmente al loro interno da un pattern di drenaggio di tipo intrecciato. Allo stato attuale del pianeta, alcune di queste strutture potrebbero essere ancora attive. La distribuzione e la configurazione di queste strutture sono in accordo con una rete di drenaggio naturale e presentano indubbie analogie con le morfologie associate sulla Terra ad acque correnti in aree continentali. Ciò supporterebbe l'ipotesi che nel passato geologico di Marte vi fosse acqua allo stato liquido. Attualmente, le condizioni di pressione atmosferica e temperatura della superficie marziana non consentono la presenza di acqua libera se non nelle regioni più basse, che si trovano al di sopra del punto triplo dell'acqua. Recentemente, la missione (in corso) del Mars Science Laboratory (noto come Curiosity), ha consentito per la prima volta la ripresa di immagini ravvicinate di sedimenti marziani interpretabili come depositi alluvionali. Si tratta di conglomerati, i cui elementi (clasti), immersi in una matrice composta da particelle delle dimensioni della sabbia, arrivano fino a diversi centimetri di diametro e sono contraddistinti da discreta selezione e sovente da un buon arrotondamento, caratteristiche che suggeriscono una rielaborazione da parte di acque correnti impetuose, che scorrevano su un substrato con pendenze relativamente elevate. Questi sedimenti appaiono organizzati in strati con andamento irregolare, interpretabili come depositi di canale fluviale (stream beds) in un contesto di conoide alluvionale.
|  |  |  |

## Interesse economico
I corpi di conoide alluvionale sono porzioni di territorio dotate di eminenza paesaggistica, che assommano varie caratteristiche favorevoli alla presenza dell'uomo e alle attività umane: si trovano in posizione dominante rispetto al fondovalle o alla pianura, sono ricchi di acque superficiali e sotterranee, spesso coltivabili e più facilmente accessibili rispetto ai versanti montani. Per questo, le conoidi più stabili sono spesso (anche storicamente) sede di abitati e di terreni agricoli o impianti industriali. Questo, come già ricordato, non dovrebbe mai far dimenticare l'intrinseca instabilità di questi territori e il rischio idrogeologico connesso.

### Acque sotterranee

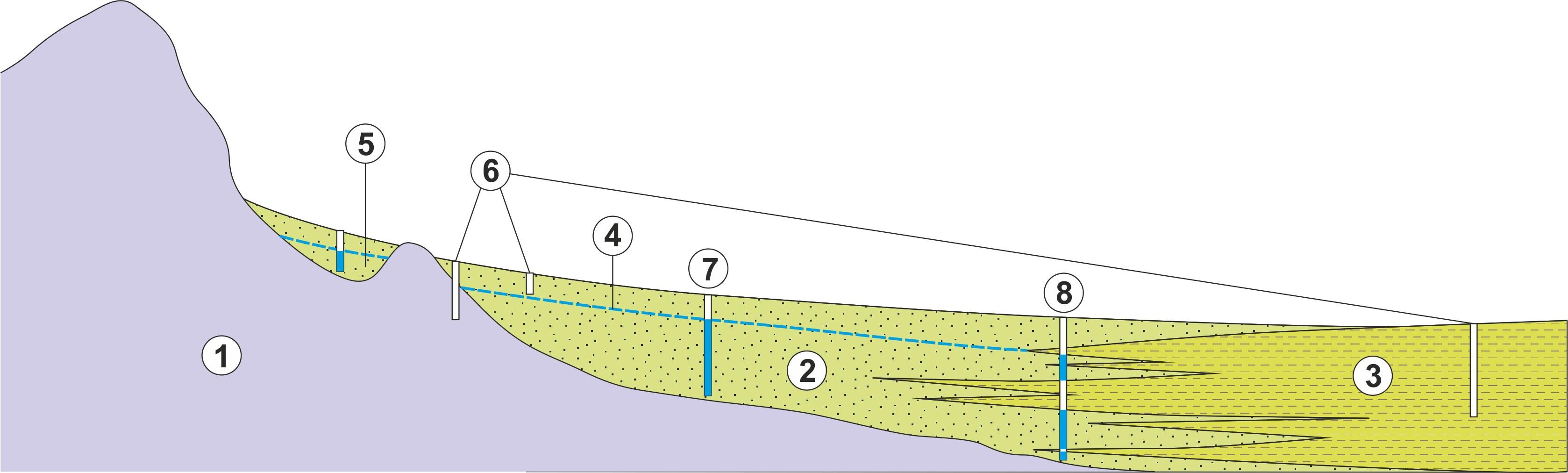
Sezione longitudinale ideale di un corpo di conoide alluvionale (2) interessato da una falda acquifera. È evidenziata la superficie piezometrica della falda (4), determinabile mediante i livelli dell'acqua nei pozzi (5) e (7). La falda in questo caso è delimitata verso il basso dal substrato roccioso impermeabile (1) e lateralmente dai sedimenti fini (argillosi) di piana alluvionale (3). I pozzi (6) non raggiungono la piezometrica o non l'attraversano e il pozzo (8) intercetta la falda in alcuni livelli permeabili nella fascia di transizione con la piana alluvionale (che non coincidono con la superficie piezometrica).

La variazione granulometrica lungo il corpo delle conoidi determina (soprattutto in clima umido) l'accumulo di acqua nella parte superiore della conoide stessa, grazie alla maggiore permeabilità dei sedimenti ghiaioso-sabbiosi, con formazione di una falda acquifera sospesa il cui deflusso verso il basso è impedito od ostacolato dalla minore permeabilità dei sedimenti fini di conoide distale e di piana alluvionale. Per questo, sovente le conoidi possono costituire riserve idriche di notevole importanza locale.
Anticamente le fonti acquifere delle conoidi furono utilizzate per la raccolta e il trasporto dell'acqua attraverso canali sotterranei noti come qanat.

### Potenziale minerario
I sedimenti di conoide alluvionale possono essere interessati da mineralizzazioni di vario tipo, spesso sfruttabili dal punto di vista industriale. I depositi alluvionali contengono spesso minerali pesanti di utilità industriale ed elementi nativi ad alto peso specifico (oro e altri metalli pregiati) isolati dall'erosione delle acque e concentrati in accumuli locali. Tipico esempio sono le alluvioni aurifere del bacino del Withwatersrand (Sudafrica) ove l'oro si rinviene concentrato nelle parti apicali di antiche conoidi alluvionali di età precambriana, in facies di canale. Possono essere presenti anche mineralizzazioni ad uranio di origine diagenetica, ad esempio in facies di conoide alluvionale mesozoiche e cenozoiche del Colorado e del Wyoming. Le mineralizzazioni in questione (ad ossidi di uranio e vanadio) si rinvengono soprattutto in facies di conoide intermedia, al contatto tra facies arenacee permeabili e facies siltoso-argillose a bassa permeabilità con materiale carbonaceo, che ne favoriscono la precipitazione.

### Potenziale di ricerca degli idrocarburi
I sedimenti fossili di conoide alluvionale possono costituire rocce serbatoio per gli idrocarburi. Tuttavia, la grande variabilità laterale e verticale di questi sedimenti e le loro caratteristiche tessiturali relativamente immature (scarsa selezione e presenza diffusa di argilla) ne fanno dei serbatoi spesso problematici dal punto di vista della coltivazione. Le migliori caratteristiche di permeabilità si riscontrano comunque nelle facies di canale. Le facies di colata di detrito sono sempre pessimi serbatoi.

### Processi fisici
- Alluvione
- Frana

### Strutture sedimentarie
- Laminazione prodotta da correnti unidirezionali: le strutture più tipiche dell'ambiente fluviale.

### Geomorfologia
- Torrente
- Bacino idrografico

### Ambienti sedimentari relazionati
- Delta fluviale
- Pianura alluvionale